# Маурер, Генрих Владиславович
Ге́нрих Владисла́вович Ма́урер (1893, Бучач — 1938, ГУЛАГ) — деятель ВКП(б), 1-й секретарь Северо-Осетинского областного комитета. Входил в состав особой тройки НКВД СССР.

## Биография
Генрих Владиславович Маурер родился в 1893 году в городе Бучач. Участвовал в Первой мировой войне в рядах Австро-Венгерской армии, попал в плен Русской армии. В 1917 году вступил в РСДРП после чего его дальнейшая жизнь была связана с работой в партийных структурах.
- 1918‑1921 года — на партийной работе в Вольском уездном и Саратовской губернском комитетах РКП(б).
- 1921‑1928 года — на руководящей партийной работе в Самарской губернии.
- 1928 года — заведующий орготделом Ставропольского окружкома ВКП(б).
- 1930—1931 года — инструктор Северо-Кавказского крайкома ВКП(б), 1-й секретарь Белокалитвенского райкома ВКП(б).
- 1931—1934 года — 1-й секретарь обкома ВКП(б) Ингушской автономной области.
- 1936—1937 года — 1-й секретарь Северо-Осетинского обкома ВКП(б). Этот период отмечен вхождением в состав особой тройки, созданной по приказу НКВД СССР от 30.07.1937 № 00447[1] и активным участием в сталинских репрессиях[2].

## Завершающий этап
В июле 1937 года решением ЦК ВКП(б) освобождён от обязанностей первого секретаря Северо-Осетинского обкома ВКП(б) и исключён из партийных рядов. 7 сентября 1937 года арестован. Умер в 1938 году после допросов в тюрьме города Орджоникидзе. Реабилитирован.